# Alcis fuscomarginata
Alcis fuscomarginata là một loài bướm đêm trong họ Geometridae.